# Peucedanum hispanicum
Peucedanum hispanicum är en flockblommig växtart som beskrevs av Stephan Ladislaus Endlicher och Wilhelm Gerhard Walpers. Peucedanum hispanicum ingår i släktet siljor, och familjen flockblommiga växter. Inga underarter finns listade i Catalogue of Life.